# Trojaburg

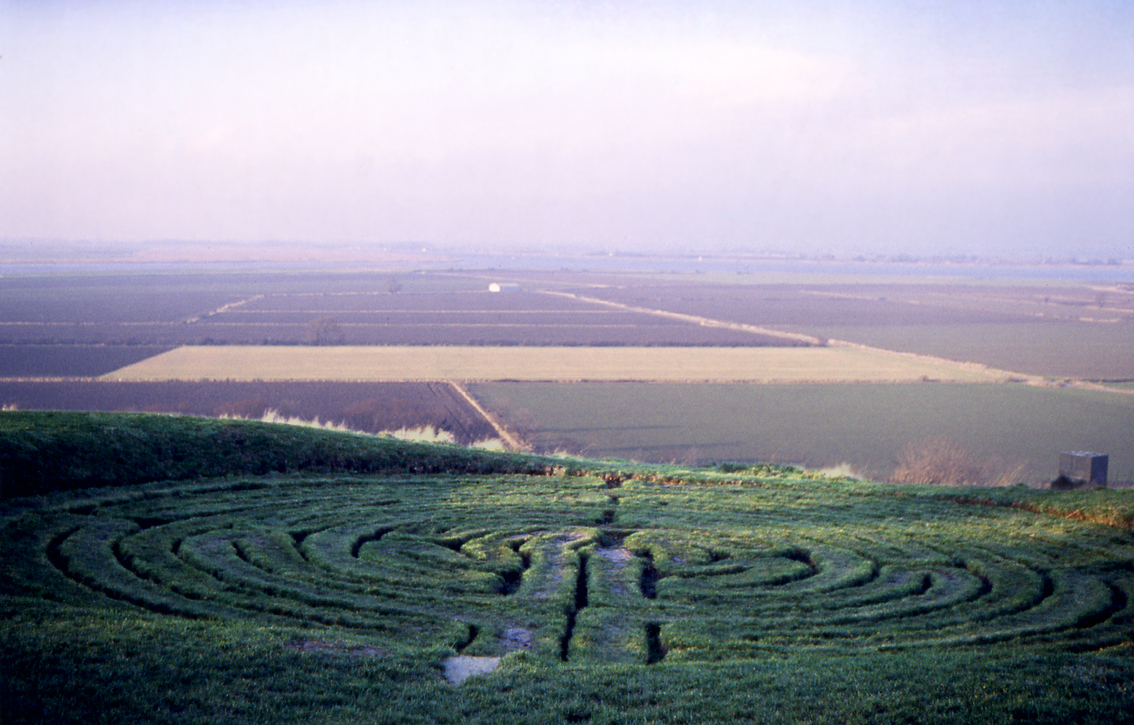
Julian's Bower, Alkborough, North Lincolnshire, UK

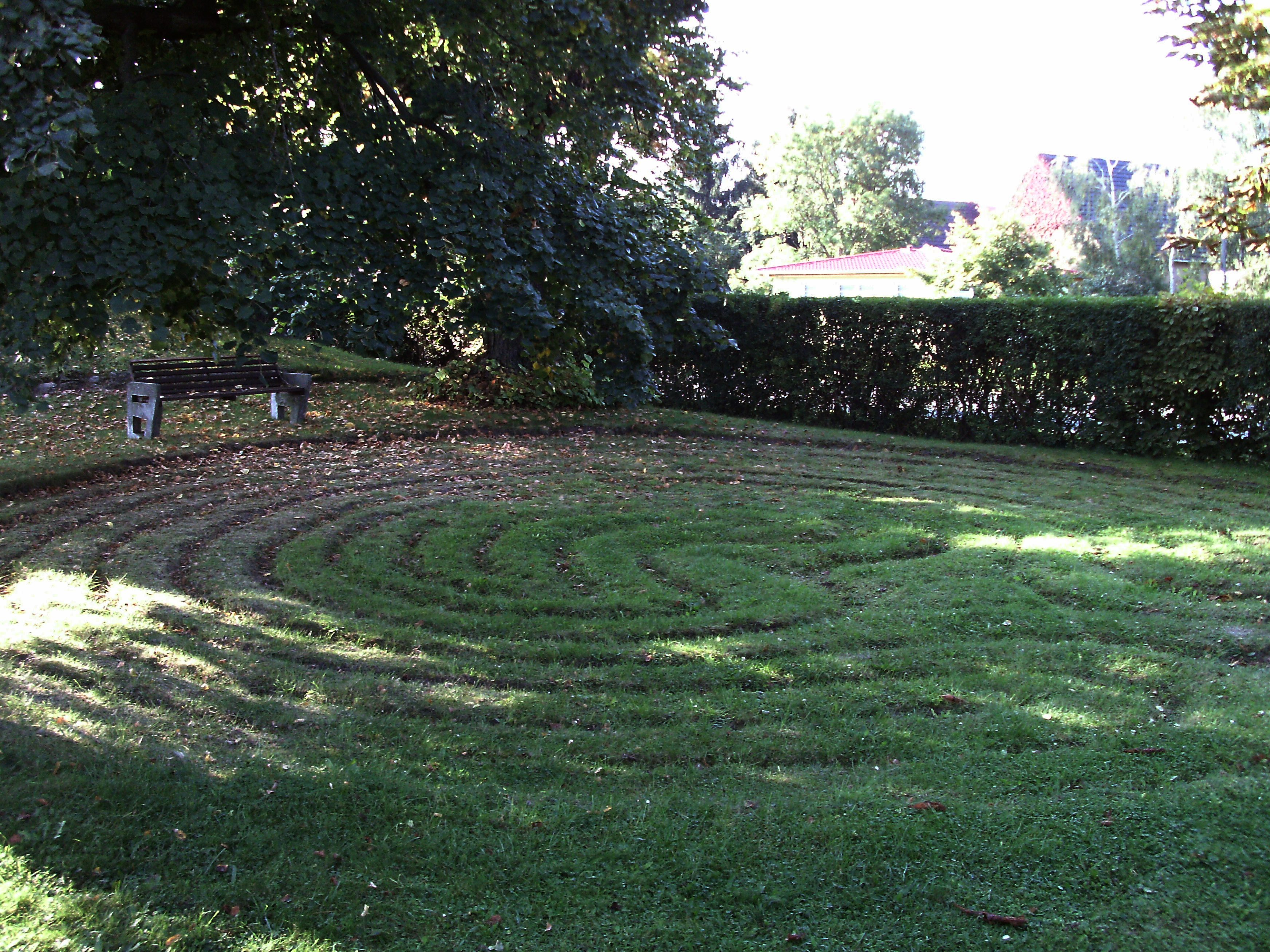
Trojaburg van Steigra, Duitsland

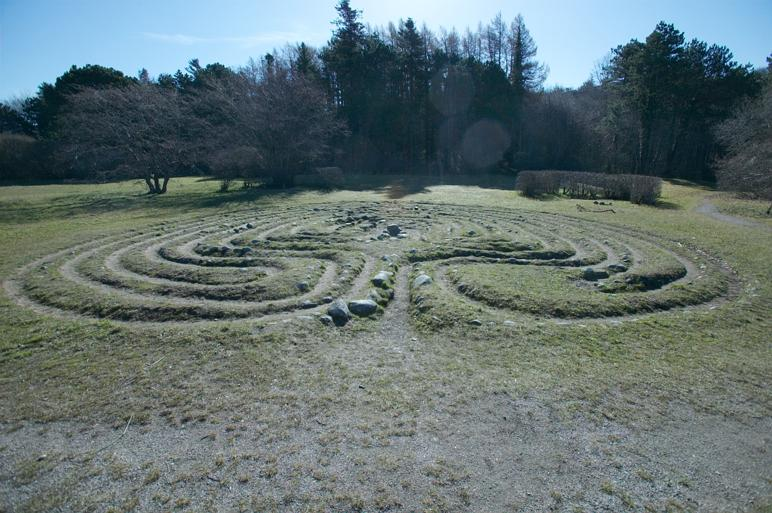
Trojaborg op de galgenberg in Visby

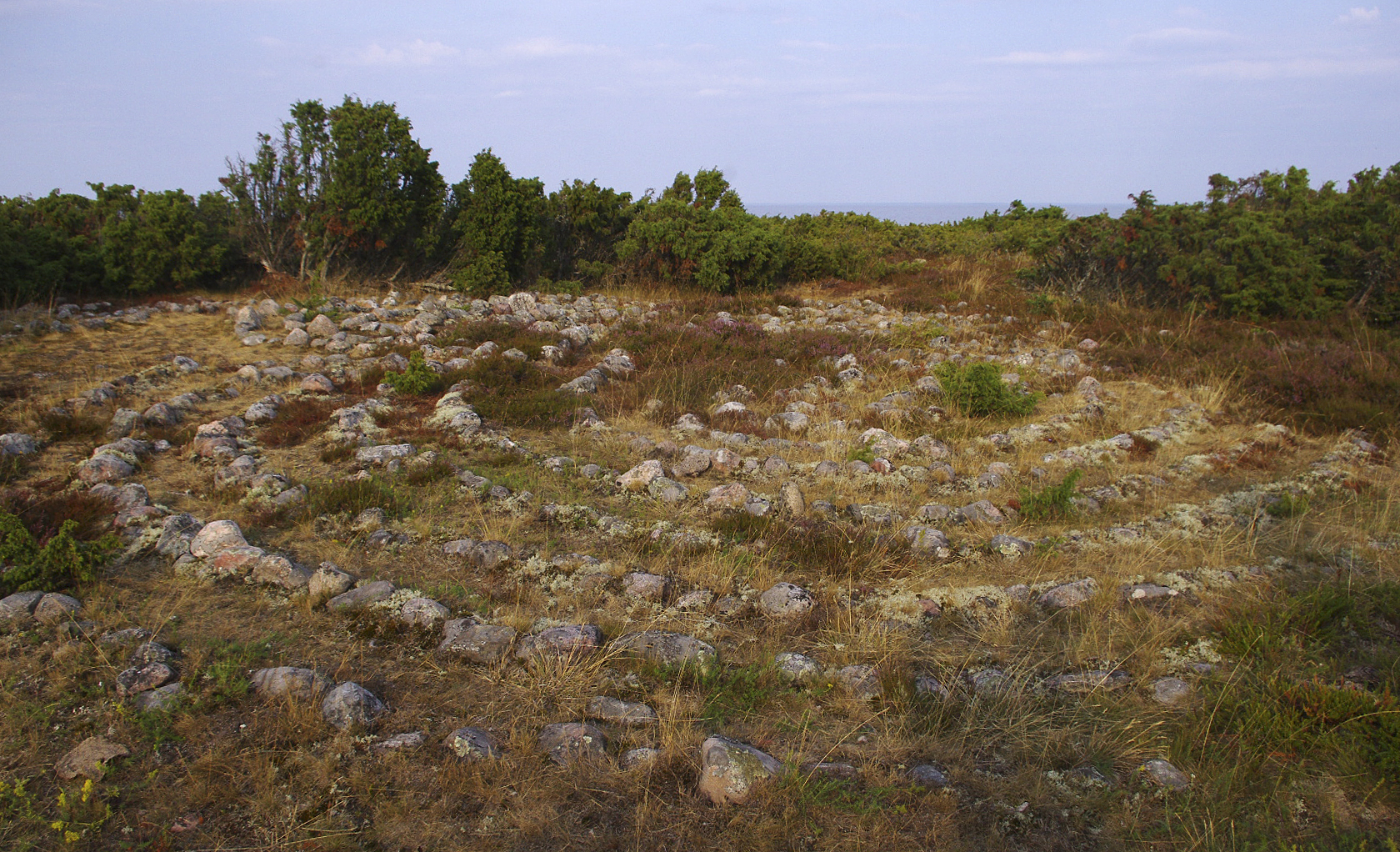
Nationaal erfgoed in Estland

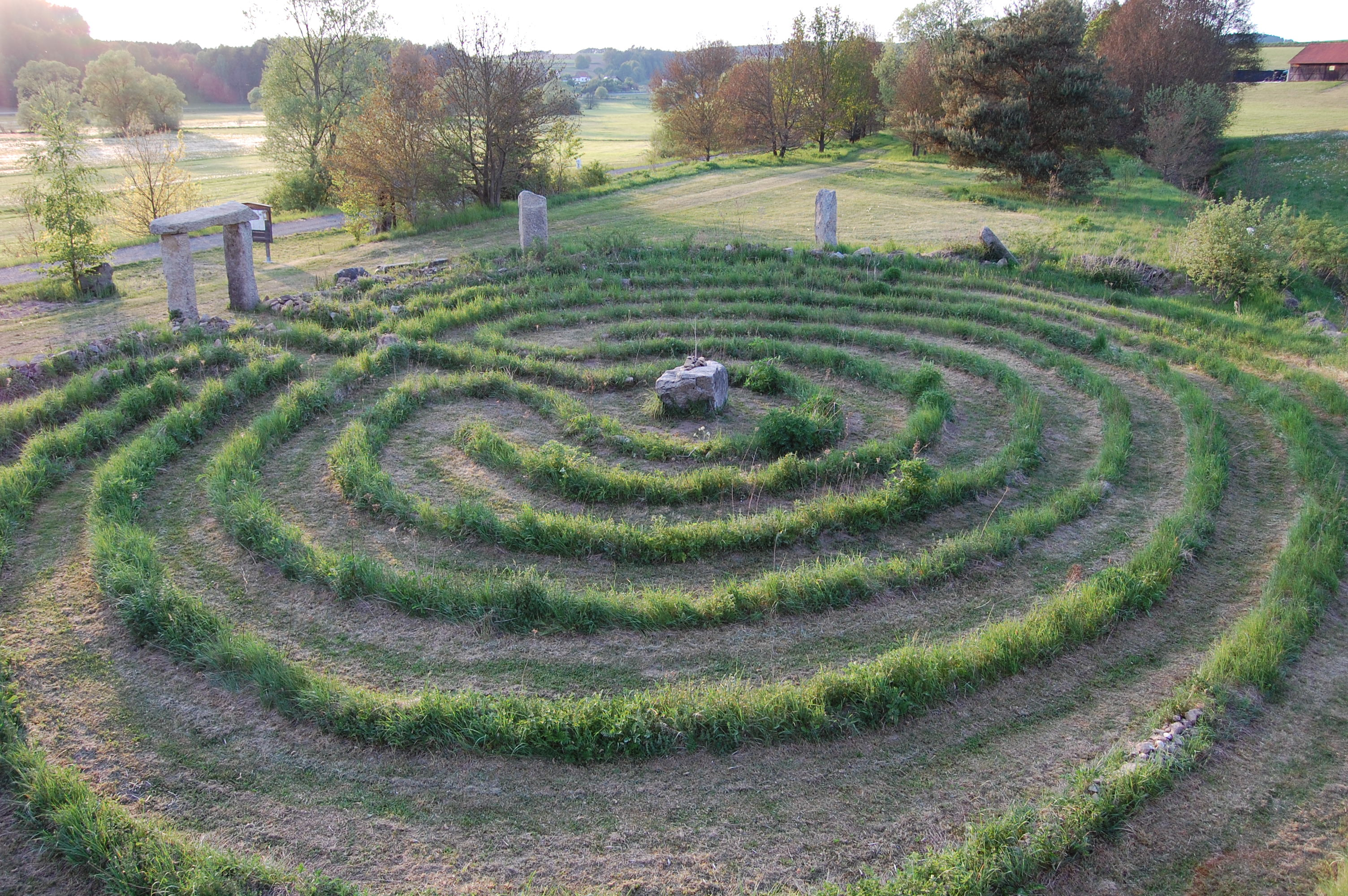
Trojaburg Uckersdorf, Duitsland

Een Trojaburg (ook wel Tröborg, Trojeburg, Trojeborg, Trojenborg, Trojeberg, Troytown of Trojeborgar) is een door mensen gemaakte steenformatie in de vorm van een labyrint, gemaakt van losse stenen. De doorsnede van de bouwwerken ligt tussen vijf en twintig meter. Af en toe wordt de vorm in turflabyrinten (ook wel pad-in-gras-labyrinten genoemd) teruggevonden, maar vaak zijn deze niet behouden gebleven.

## Verspreiding
Trojaburgen komen voor in heel Noord-Europa, maar voornamelijk in Zweden (ongeveer 200), Finland (ongeveer 141), Rusland (ongeveer 60) en Noorwegen. Ze worden ook aangetroffen in Engeland, Duitsland, IJsland en Lapland. Ze komen voor in de buurt van kusten en op eilanden, maar soms ook in het binnenland (bijvoorbeeld in Zuid-Zweden).
Sinds de negentiende eeuw bestaat archeologische belangstelling voor de steenhopen. De bekendste trojaburg van Duitsland ligt in Steigra, hij ligt naast een grafheuvel. Jan Hendrik Holwerda concludeerde dat een hunebed een kunstmatige dodengrot was, zoals werd gebruikt door de stammen die de burchten van Troja bouwden. W.J. de Wilde beschrijft dat de benaming hunebed in vroeger tijden ook gebruikt werd voor grafheuvels zonder megalitische kamer en geheimzinnige verblijfplaatsen van de witte wieven.
Het labyrint heeft ook andere benamingen; Babylon (vavilons) in Rusland. Nabij Helsinki worden de bouwsels ruïnes van Jerusalem, Stad van Nineveh of muren van Kalevima genoemd. Jericho en Nineveh zijn ook benamingen.
Nog andere benamingen zijn Trojin, Steintanz, Shepherd's race, Mizmaze, Julian's Bower, Caerdroia en Cretan maze. In Finland wordt het labyrint ook wel Jatulintarha ("tuin van de reus" of "hek van de reus"), Pietarinleikki ("spel van Petrus") en jättiläisen tie ("weg van de reus") genoemd. Bij Fiborg wordt het Jätinkatu ("straat van de reus"), Kivitarha ("stenen hek") en Lissabon genoemd.
In IJsland staat het labyrint bekend als Völundarhus. In Noorwegen en Zweden komt de benaming Nunnentarha ("hek van de nonnen") en Rundborg ("ronde burcht" voor. Op een eiland in Kattegat komt de benaming Trelleborg  ("het kasteel van de trol of reus").
Op de Solovetski-eilanden kunnen 35 labyrinten uit het neolithicum aangetroffen worden. Ze zijn zo'n 3000 jaar 
oud. De opvallendste liggen op  het eiland Bolshoi Zayatsky, in totaal 14 stuks in een gebied van 0,4 vierkante kilometer. De kleinste heeft een diameter van 6 meter, de grootste van 25,4 meter.

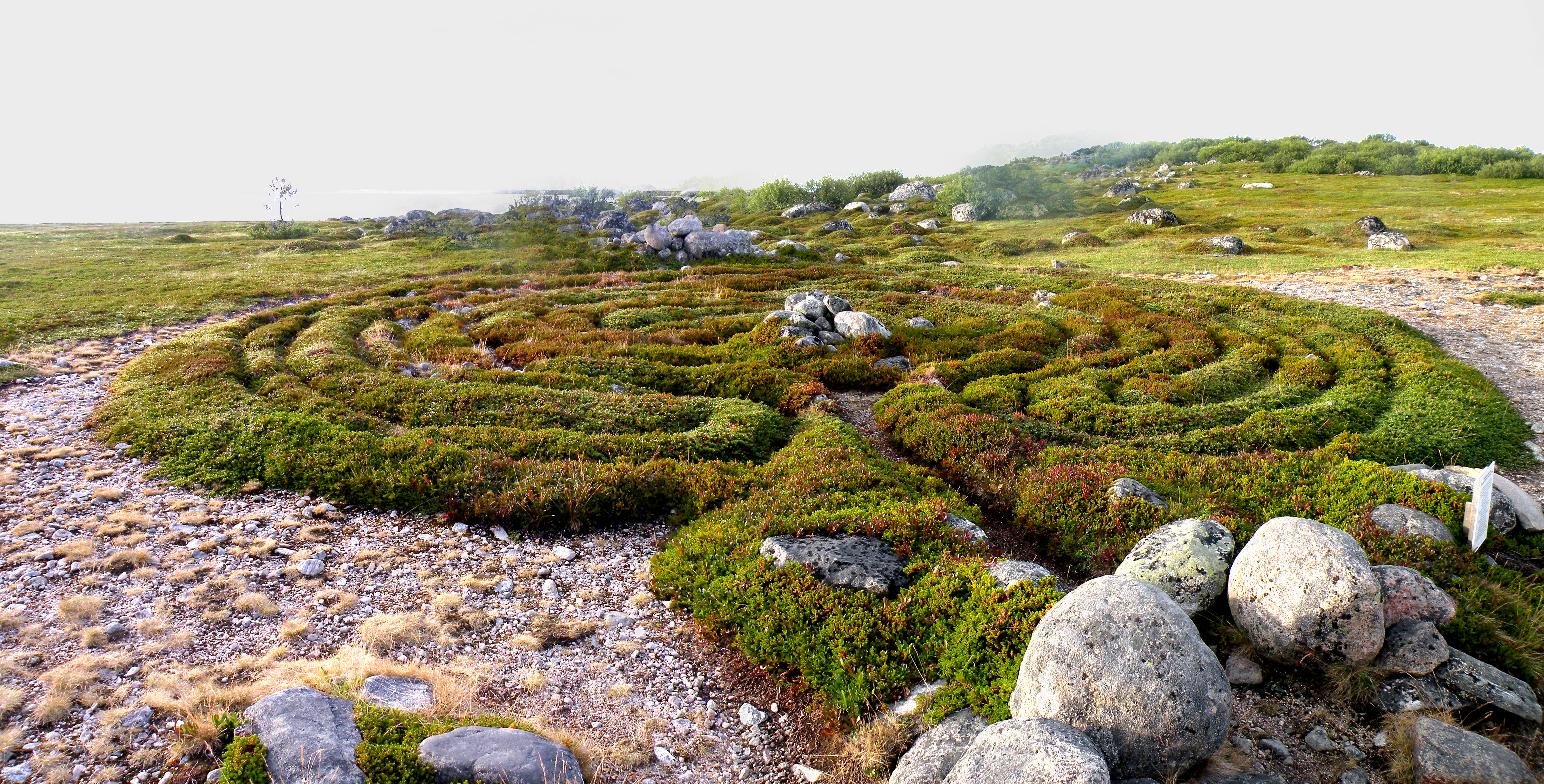
Een van de steenlabyrinten van het eiland Bolshoi Zayatsky
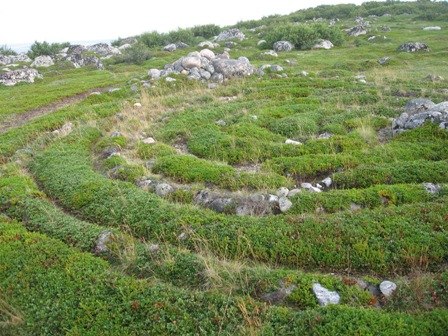
Turflabyrint van het eiland Bolshoi Zayatsky
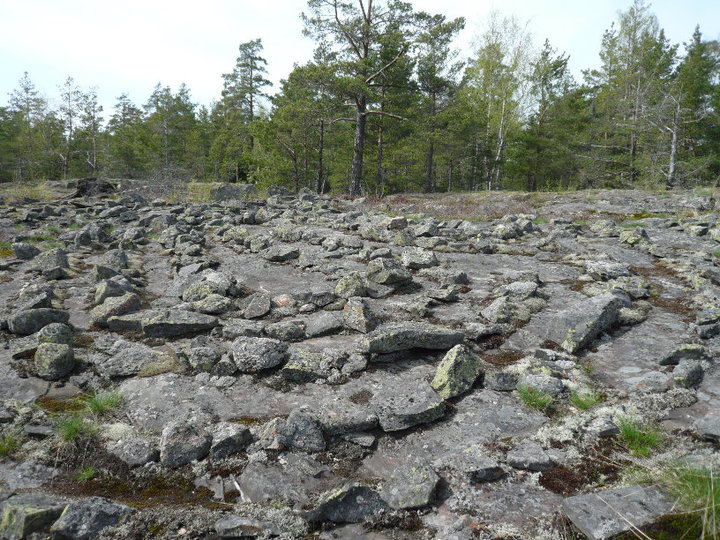
De jatulintarha Jarlsgårdin, Kemiö
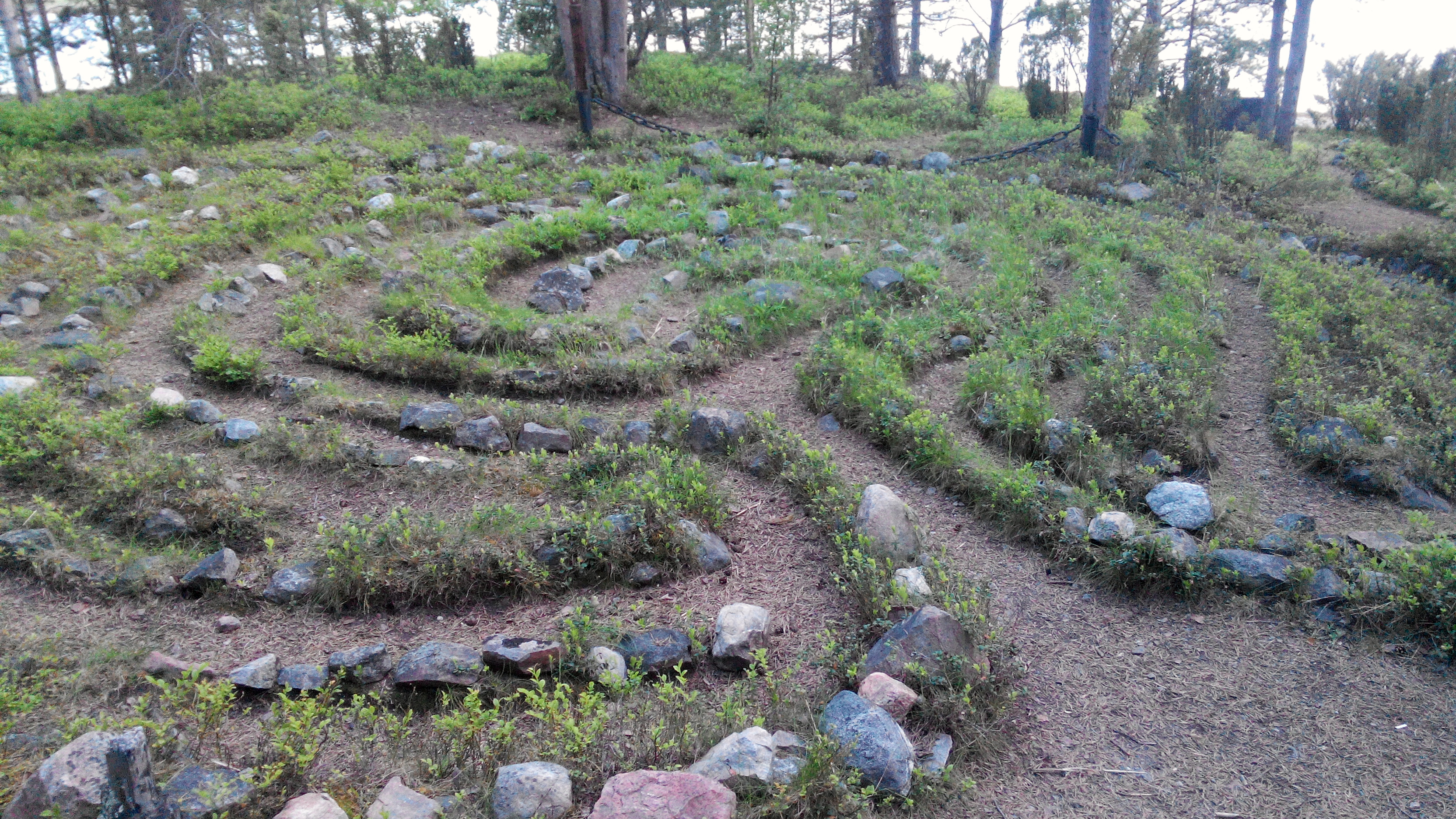
Vavilon, 4 km ten oosten van de stad Kandalaksja, Kandalaksha District in Oblast Moermansk
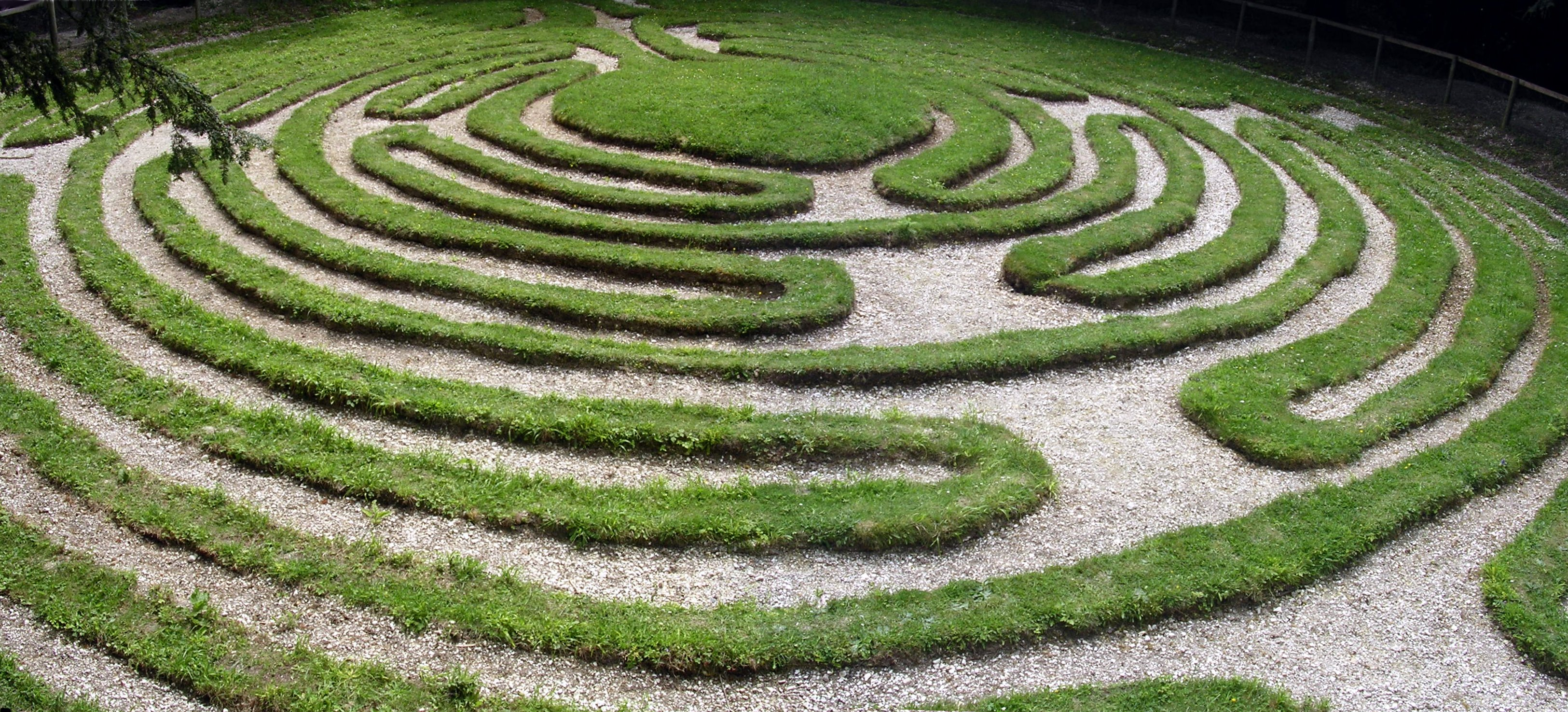
De mizmaze op Breamore Down ligt nabij een barrow uit de bronstijd, Hampshire
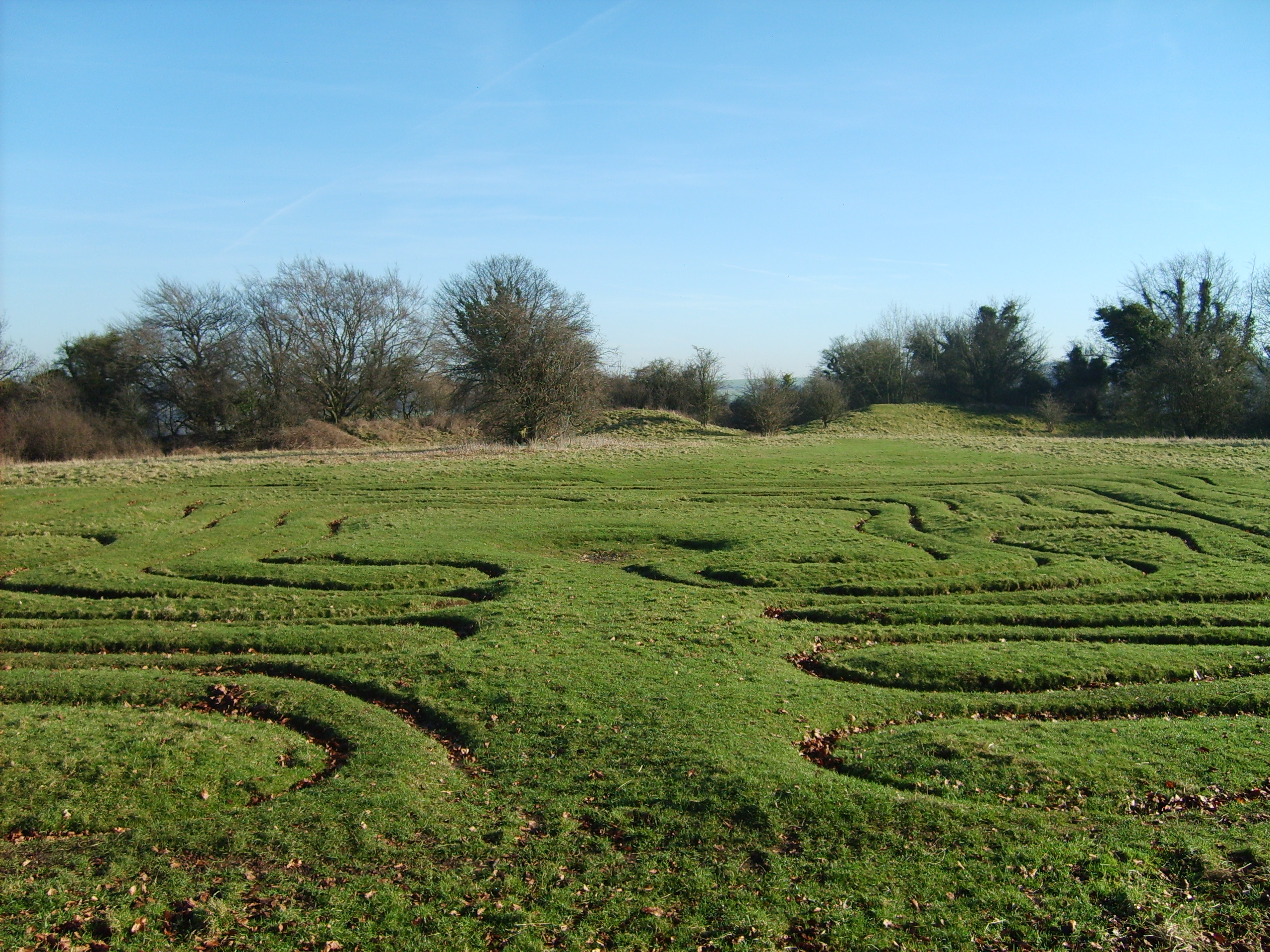
De mizmaze van St. Catherine's Hill ligt bij een hill fort uit de ijzertijd
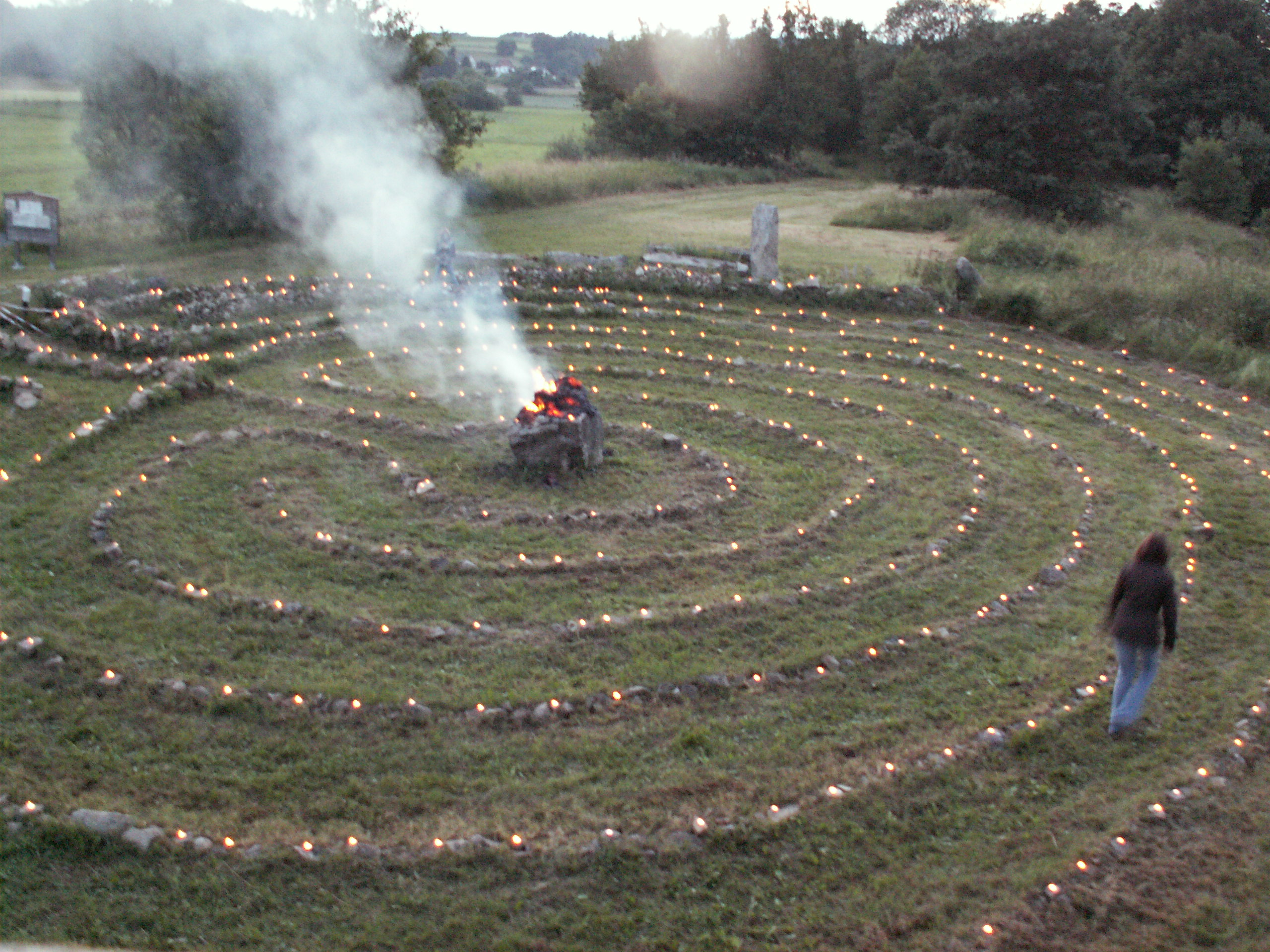
De nacht van duizend lichten bij de Trojaburg van Uckersdorf

## Naam

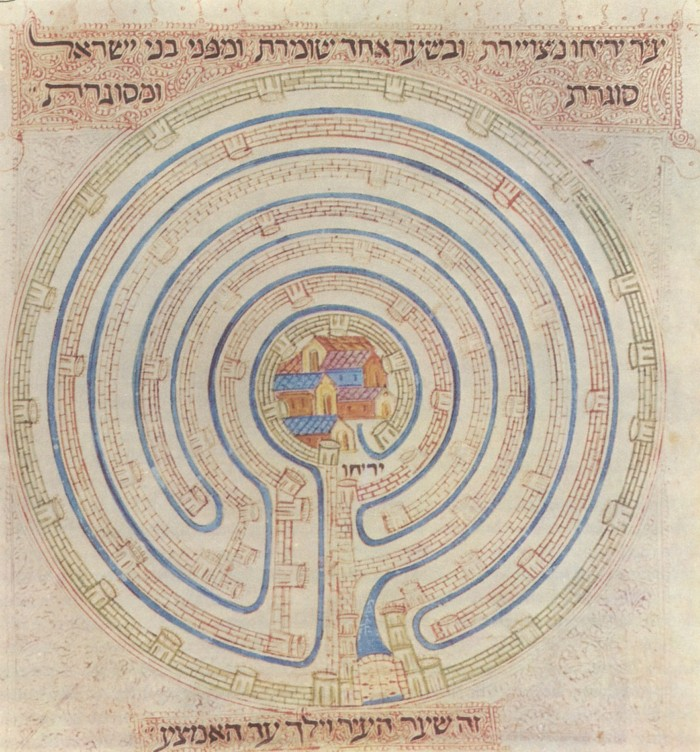
Plattegrond van Jericho in 14e-eeuwse Farhi-bijbel

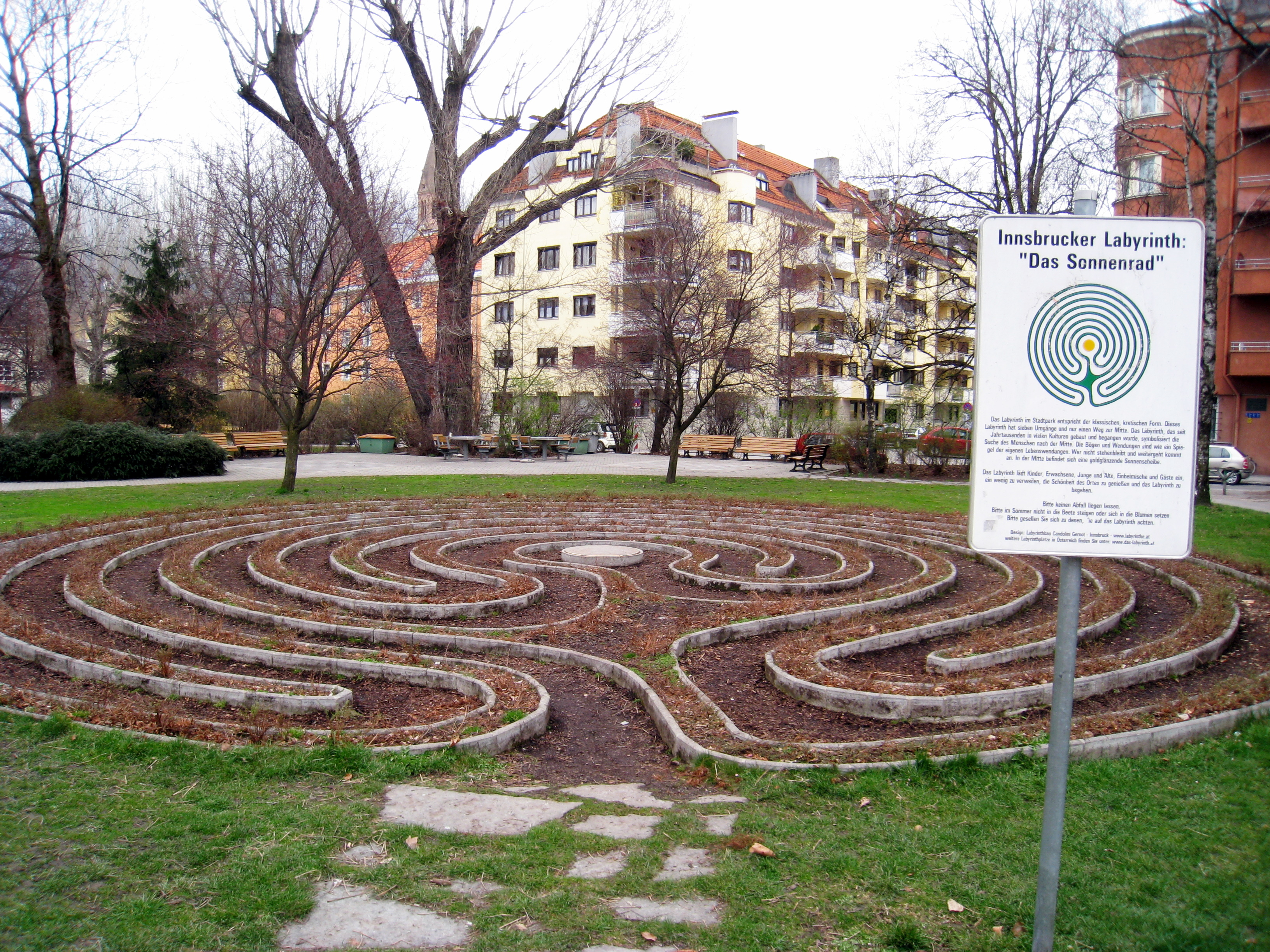
Sonnenrad in Innsbruck

Het begrip “Troje” is afgeleid van het Indo-Germaanse begrip “dra” (thra) / "druh" (thru) (Gotisch = trajan / Altarisch = draian / Keltisch = trojan / Germaans = trelle), dat vertaald kan worden met “draaien”, “wentelen”, “kronkelen”, “verward raken”. Ook is er een samenhang met de betekenis zoals “vallen zetten” (Sanskriet: "druh") en de driekoppige draken uit de Indische mythologie ("druja").
De betekenis van de naam wijst op de ronde vorm, maar ook de nog bestaande plaatsen met troja(-burg) in verband kunnen worden gebracht. Dit zijn plaatsen met een trojaburg of een kruisronde opzet. Naast het bekende Troje van Homerus (Wilusa) zijn dat bijvoorbeeld Trelleborg, het Frankische en “kleine” Xanten, Parijs en Troyes in Frankrijk. Ook worden verschillende Etruskische plaatsen in het huidige Italië genoemd.
De aanduiding als “Troje” wordt soms bestempeld als dichterlijke fantasie van middeleeuwse schrijvers, maar vaak zijn toch oudere verwijzingen naar het begrip trojaburg aanwezig.

## Ouderdom en herkomst
De schattingen over de ouderdom lopen uiteen, maar ze liggen tussen de jonge steentijd en de bronstijd (hoewel er ook jongere exemplaren bestaan).
Met enige afwijkingen tonen alle gevonden trojaburgen een gelijk type labyrint, dit type doolhof komt (blijkens archeologische vondsten) voor sinds ongeveer tweeduizend jaar v.Chr. Het kwam voor als motief op munten, ook in het Kretenzische Knossos.
De naam Trojas staat op een Etruskische kruik uit Tragliatella in Italië uit de achtste eeuw voor Christus. Dit betekent dat het Troje-labyrint al ongeveer 2500 jaar bestaat.
Er wordt aangenomen dat het ontstaan is in het Middellandse Zeegebied.
De onderzoeker Ernst Krause wees in 1893 op de gelijkenis van de Trojaanse sage van Homerus met de sage over de drakendoder Siegfried. Er zijn nog meer legenden met een soortgelijk verhaal, bijvoorbeeld Theseus die vecht met de Minotaurus in het labyrint van koning Minos en het gevecht van Michaël met de draak.

## Mogelijke betekenis

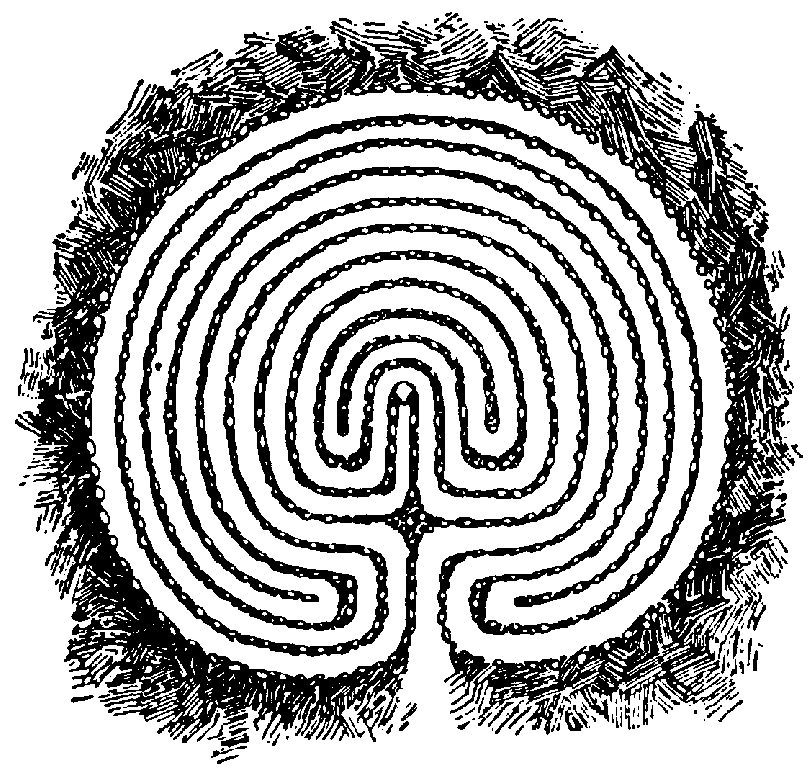
Trojaborg uit het Nordisk familjebok (een encyclopedie)

Het onvertakte labyrint en vooral de begaanbare trojaburg ontstonden in de voorchristelijke tijd. Aangenomen wordt dat het bewandelen van het pad, waarbij steeds een andere richting wordt aangenomen, staat voor de cyclische verandering en vernieuwing van de vruchtbaarheid van mens en natuur.
Grondslag van deze aanname is het besef van de betekenis van de zon op deze vruchtbaarheidsprocessen. Ook door het waarnemen van het verdwijnen van de zon in de wintermaanden in het uiterste noorden van Europa, ontstond de mythische verklaring van deze verdwijning. De zon zou gevangengenomen zijn in een onderwereld, vaak werd dit met een draak geassocieerd. Die verborg de zon in zijn onderaardse kerker, die op grond van de waarnemingen spiraalvormig moest zijn. Doordat de zon steeds kleinere banen maakt, dacht de mens aan een spiraal zonder uitgang (trojaburg).
De baan van de zon werd een half jaar als rechts-, en het tweede deel van het jaar als linksdraaiende spiraal afgebeeld. Het diepste punt, de winterzonnewende, werd als een delingsstreep door de dubbelspiraal afgebeeld.
Het symbool van de gedeelde dubbelspiraal is ook het symbool van de dubbele aks (Grieks: labrys), waar in de middeleeuwen ook de naam voor trojaburg van afgeleid werd. Omdat deze gebeurtenis alleen in het noorden van Europa werd waargenomen, werd in het Middellandse Zeegebied de samenhang van de dubbele aks met de trojaburg langzamerhand vergeten.
Talloze sagen zijn overgebleven over de bevrijding van de zon door de lichtbrenger, de latere Indo-Germaanse zonne- en hemelgodheden (Apollo, Baldur, Belenus en de oudere Baäl), die de draak bevecht en de zon bevrijdt. In de sagen- en sprookjeswereld staat de prinses of koningsdochter symbool voor de zon, de lichtbrenger is de koningszoon of de held van het verhaal. Hier vinden ook de sprookjes als Raponsje en Doornroosje hun oorsprong.

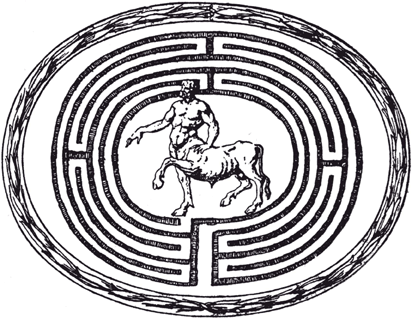
De Minotaurus

De bekendste versie in het Middellandse Zeegebied is de Minotaurus-sage, die over de bevrijding van de Atheense jonkvrouwen van het monster uit het Labyrint van koning Minos vertelt. De koningszoon Theseus is de held van het verhaal. De Trojadansen werden gehouden, zowel in Rome, Hellas en andere plaatsen in het Middellandse Zeegebied, om de aankomst van de lente te vieren. Mannen moesten de windingen van de trojaburg doorlopen en in het midden stonden de jonge vrouwen, die gered moesten worden. De vieringen op 30 april en 1 mei hebben hier ook mee te maken, bijvoorbeeld Mayday in Engeland, meidansen (linten verstrengelen rond de meiboom, het Keltische Beltane). Nog in de twintigste eeuw werd deze dans op de trojaburg van Steigra gedanst. Zie ook Feesten en rituelen tijdens de lente.
Overleveringen uit Finland verhalen over de zogenoemde “Jungfrudanser” die in de steenformaties plaatsvonden. Tijdens deze lenterituelen zou een jonge vrouw in het centrum van het labyrint zitten en rond haar danste een man die de spiraalvormen volgde. De afbeelding van twee paartjes die geslachtsgemeenschap hebben op de kruik van Tragliatella wijst ook op vruchtbaarheidsrituelen.
Andere labyrinten hebben sporen nagelaten in grafvelden uit de bronstijd, wat ook een verband met oude dodenrituelen kan aanwijzen. De trojaburgen konden wegwijzer zijn voor de zielen van de doden aan gene zijde. Of omgekeerd, de manier voor geesten om terug te komen naar de levenden.
De Duitse labyrint-onderzoeker Hermann Kern verwijst naar een verhaal over Daedalus die een prachtig gevoegde koros voor Ariadne had gemaakt. Dit gaat volgens hem om een dansplaats en/of dansvorm, een soort proef waarna de winnaar een tweekamp met de regerend vorst begint. Dit komt elke negen jaren voor en bevat ook de heilige bruiloft tussen koning (met stierenmasker) en koningin (met masker van maankoe). In de Griekse sage werd de heilige bruiloft een liefdesaffaire met een stier. Verbasteringen van de riten van overwonnen volken komen veelvuldig voor.

## Troytown

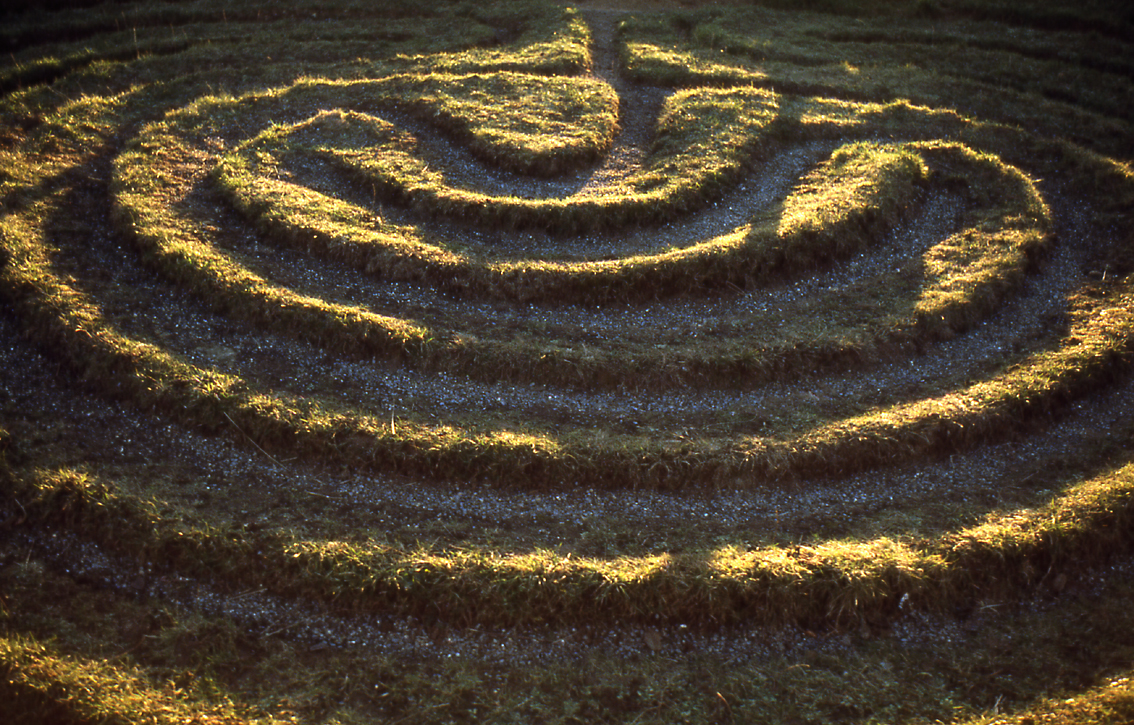
Turflabyrint Troy Town, Engeland

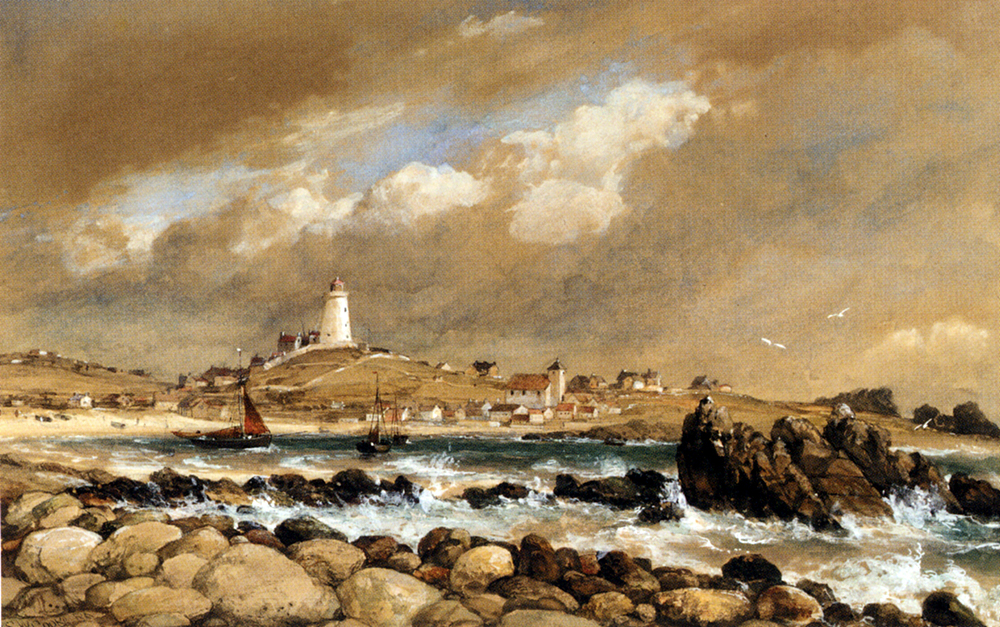
Op St. Agnes is een 'Troy Town maze' aanwezig, gemaakt van kiezelstenen

In Engeland komen de vormen ook voor, meestal zijn dit turflabyrinten of "pad in gras"-labyrinten. De bouwsels worden Troytown genoemd en zijn algemeen bekend. Ook in William Shakespeares A Midsummer Night's Dream worden ze genoemd:
The nine men's morris is fill'd up with mud; 

and the quaint mazes in the wanton green, 

for lack of tread are undistinguishable.
In Tongeren is een monument, genaamd Zwaarddansers op Trojaburcht.

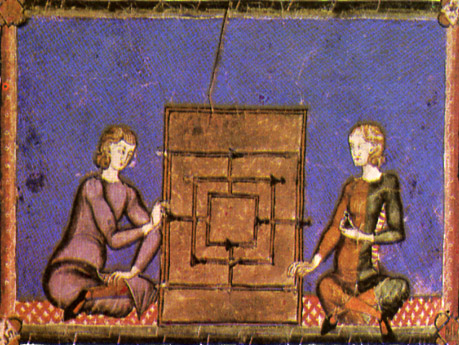
Nine men's morris, 1283
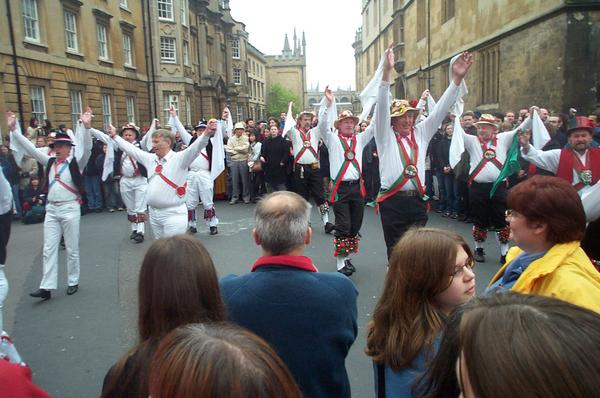
De Morris Men dansen met zakdoeken
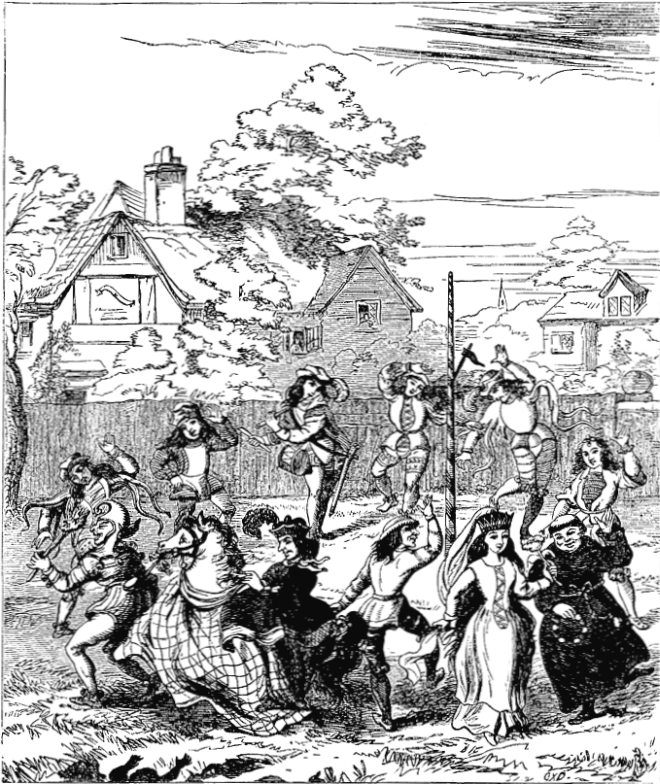
Morrisdans rond de meiboom
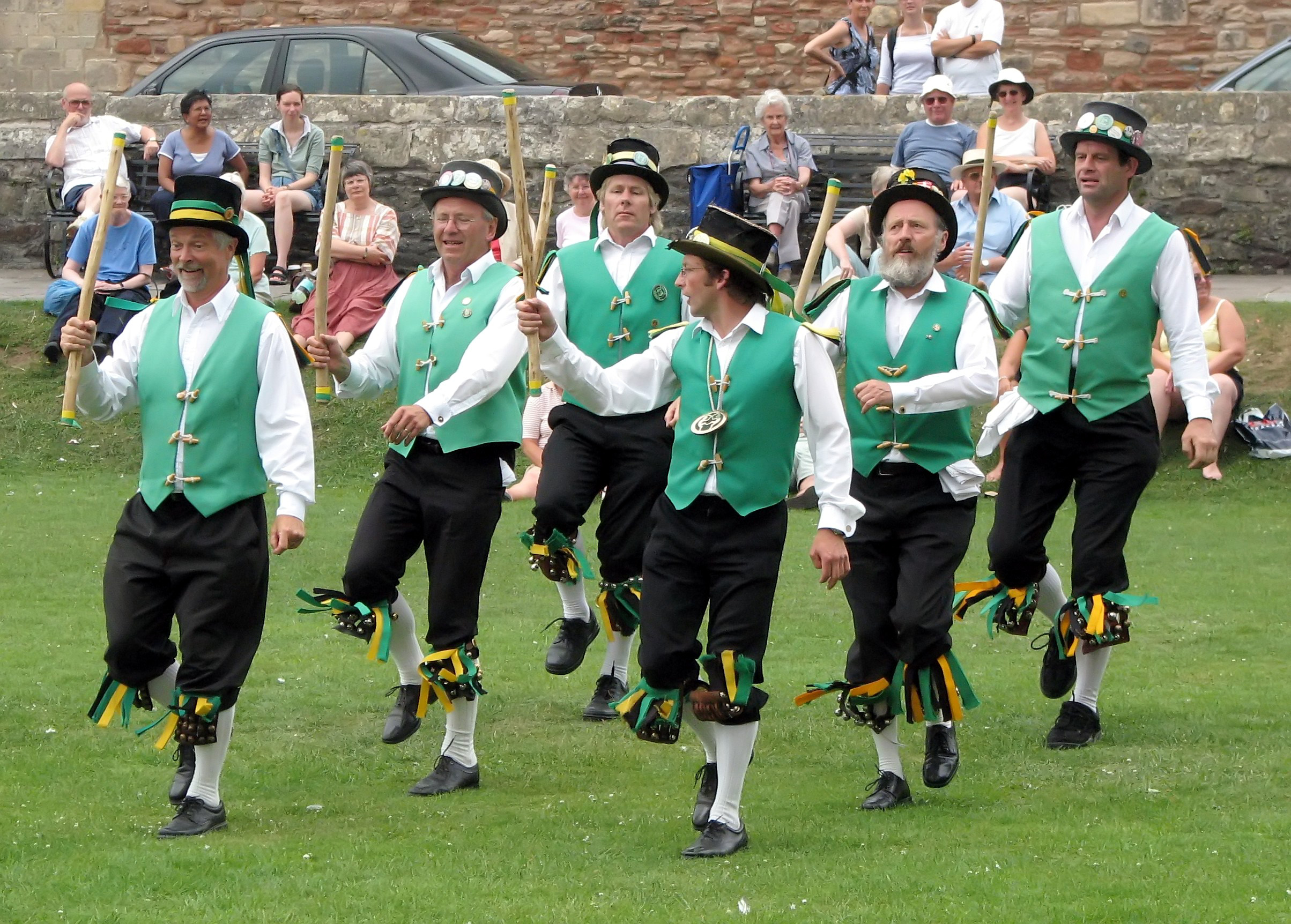
Dansende Morris Men

## Caerdroia

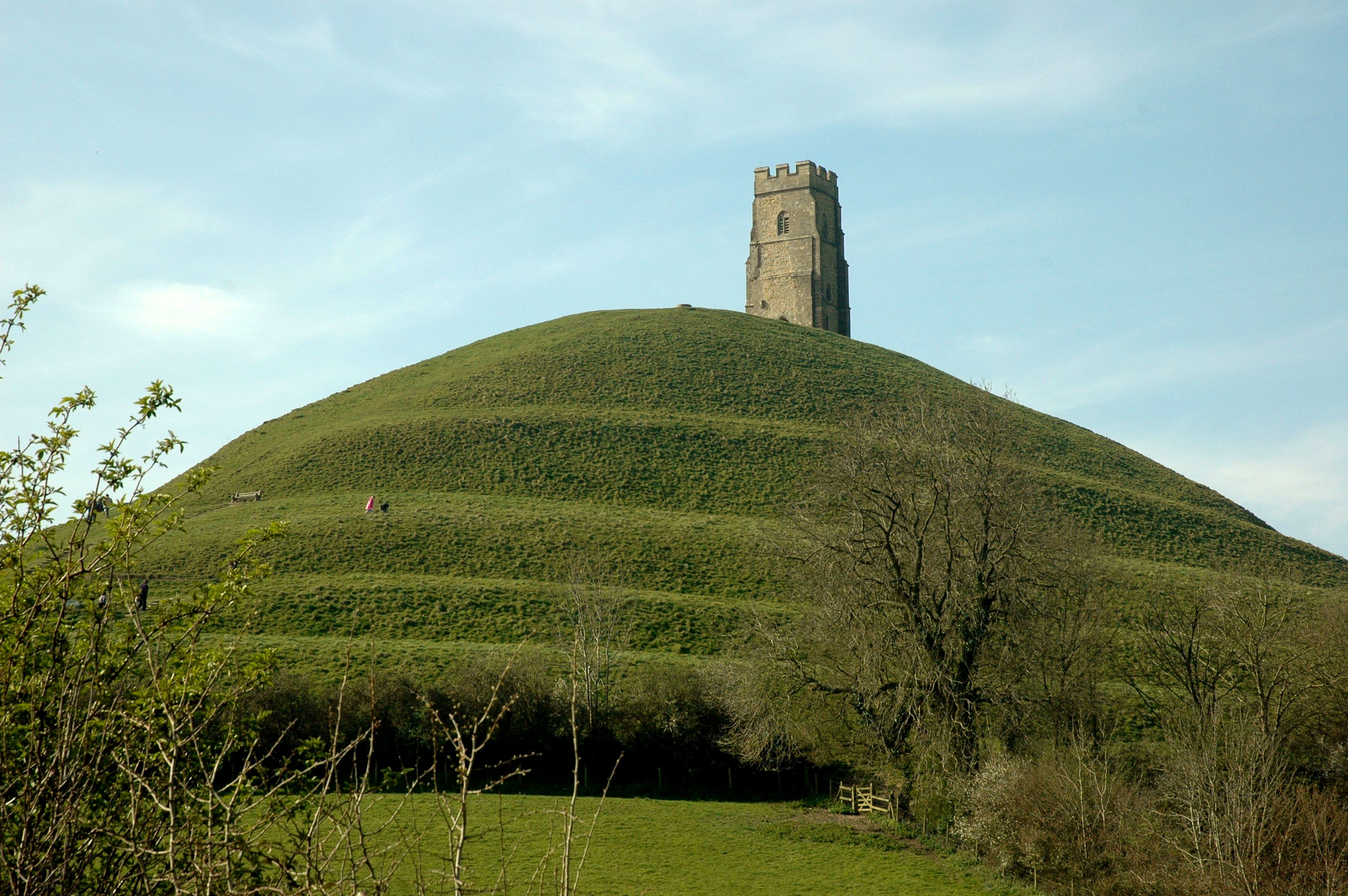
Glastonbury Tor met de ruïne van de kerk van St. Michael wordt gezien als een Caerdroia

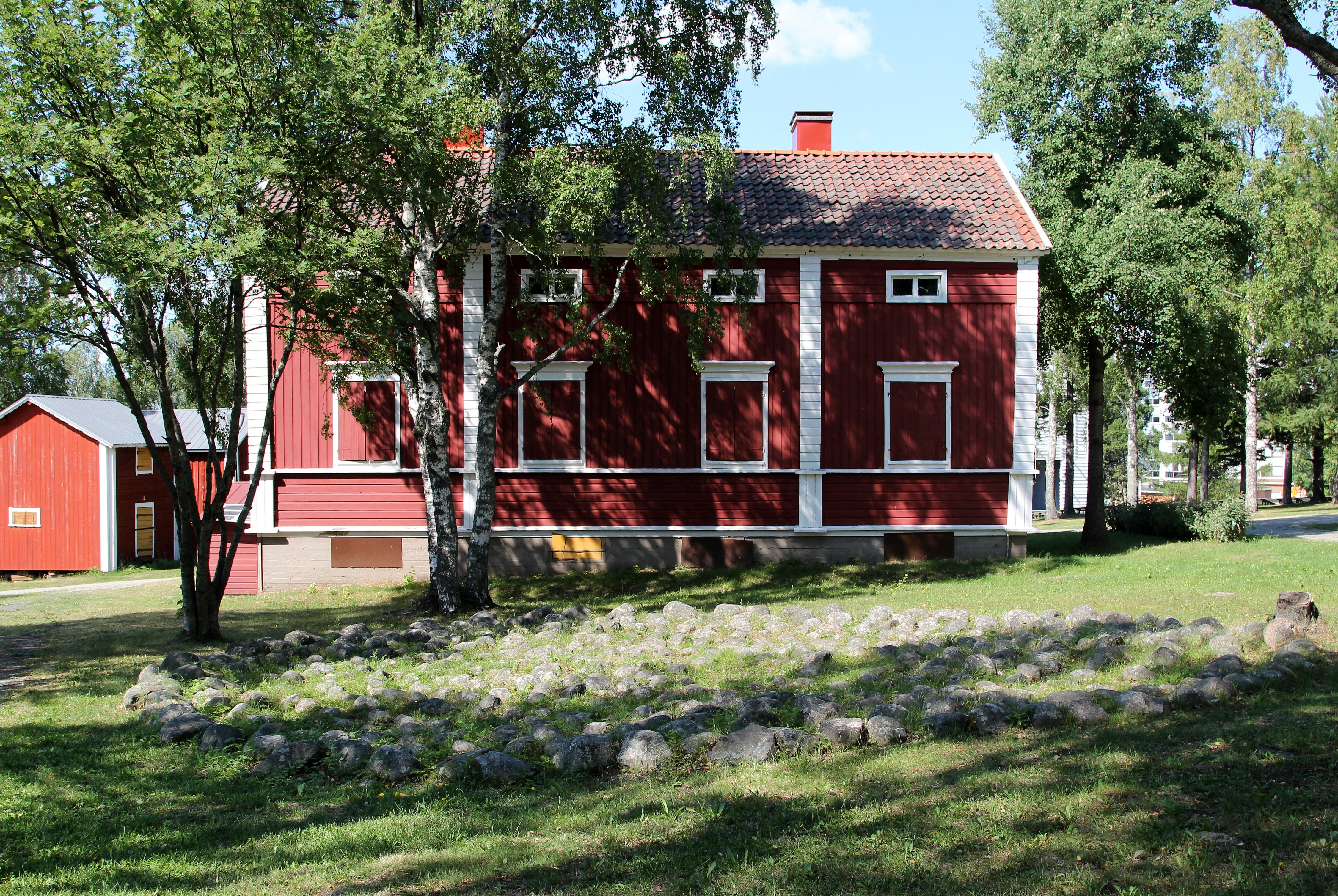
Jatulintarha in Kemi, Finland

Caerdroia is een naam in Wales voor Oud Troje (variaties zijn Caer Droia en Caer Droea); door de overeenkomst tussen het Welsh troeau (tro = "draaien") en Troea (Troje), wordt het vertaald als "vesting van de wendingen" (caer = "fort"). Meestal zijn er zeven windingen, de bouwsels werden door herders op heuveltoppen gemaakt. Er werden rituele dansen opgevoerd en in het centrum van Caerdroia was een klein heuveltje (Welsh, "twmpath"). Een bijeenkomst voor volksdansen wordt in Wales nog altijd "twmpath dawns" genoemd.
Glastonbury Tor wordt gezien als "Caerdroia", moderne onderzoekstechnieken lijken dit te ondersteunen. Het staat bekend als "Cretan maze".

## Julian's Bower
In Engeland komen ook labyrinten voor met de naam Julian's Bower (ook wel Gillian's Bore en Gilling Bore). De naam zou afstammen van Julius, zoon van Aeneas van Troje, en kan vertaald worden als Aneas' fort of kasteel.
De etymologie is gebaseerd op het feit dat veel labyrinten en doolhoven in Groot-Brittannië Trojaburg genoemd worden. Volgens legendes waren de muren van de stad Troje gebouwd op zo'n complexe en verwarrende manier, dat de vijand in verwarring raakte en de weg naar buiten niet kon terugvinden.
Er was een Julian's Bower (turflabyrint) bij Horncastle en een Gelyan Bower bij Louth, allebei in Lincolnshire. In Goathland, North Yorkshire, was een July Park of St Julian's maze.
In Vartdal in Noorwegen is een steenlabyrint met de naam Den Julianske Borg.

## Heuvel en koortsboom
De koortsboom wordt in verband gebracht met een heilige heuvel met zeven kuilen, ringen of paden. De koortsboom zelf heeft overeenkomsten met de linten die rond een meiboom worden gehangen, er worden namelijk lapjes stof aan vastgebonden om een ziekte door te geven aan deze speciale boom. Vele bomen zijn gerooid, toch zijn er nog exemplaren te vinden (vooral in België en Nederland). Er zijn vele legenden en volksverhalen rondom deze cultusplekken. Zie ook boomheiligdom.

## Nog bestaande Trojaburgen
Er zijn nog vele trojaburgen, de naam verschilt soms maar het uiterlijk van het labyrint is in alle omstreken hetzelfde.
- St. Agnes met Troy Town maze
- Kerk van Hablingbo, Zweden, Trojaburg met (19!) ommegangen en een delingsstreep.

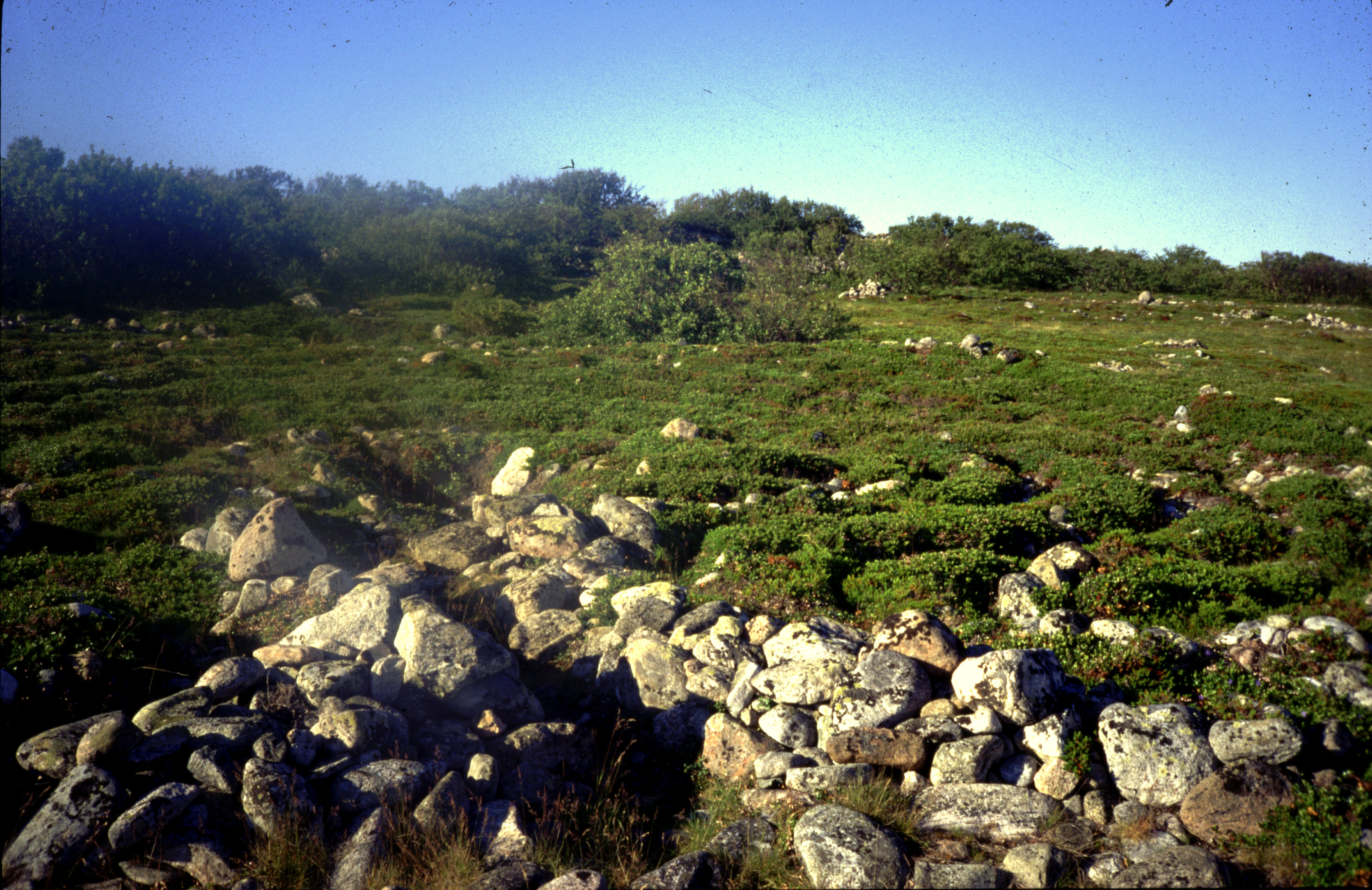
Trojaburchten op Zajatski eiland, Solovetski archipel, Rusland
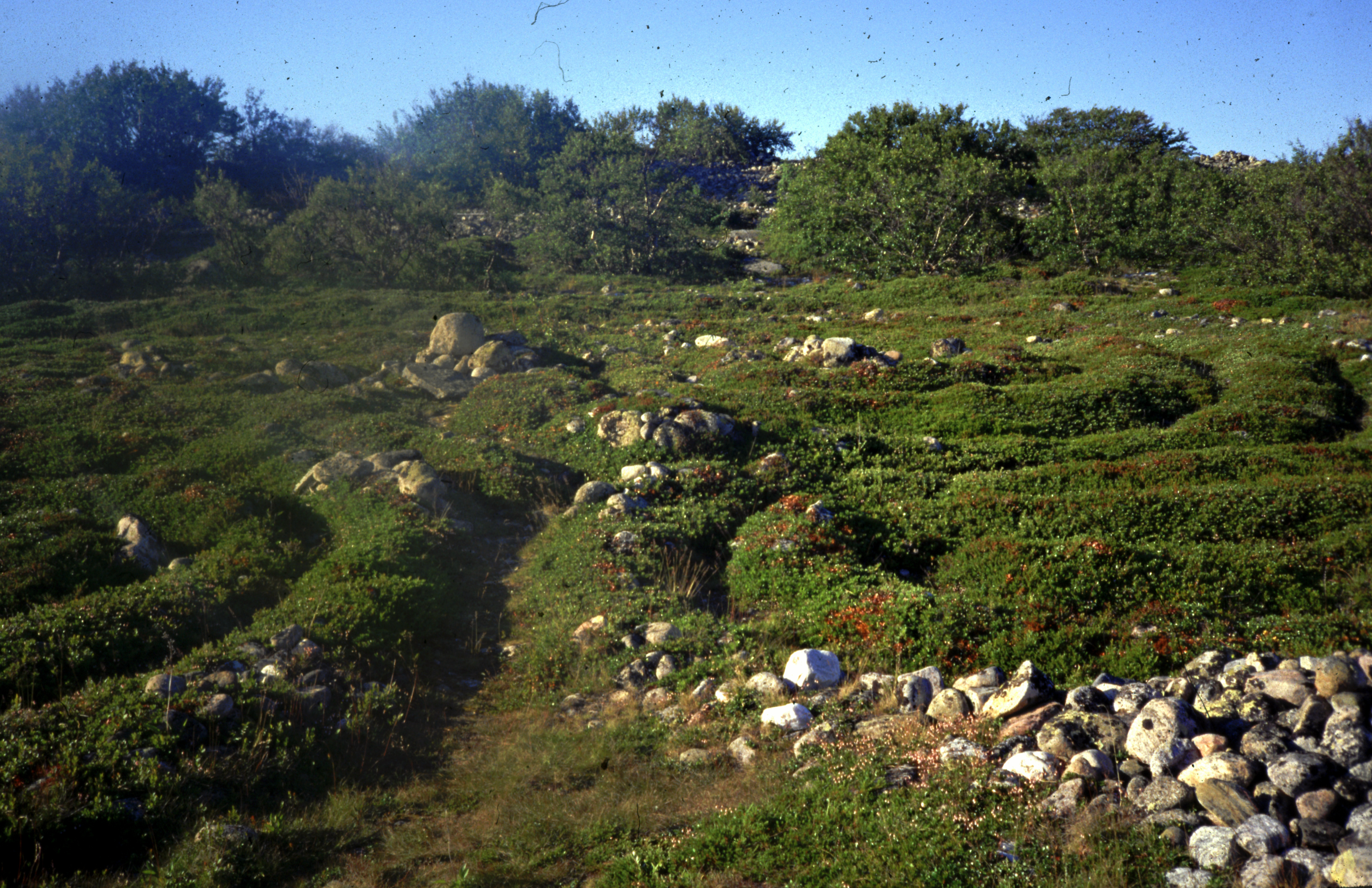
Trojaburchten op Zajatski eiland, Solovetski archipel, Rusland
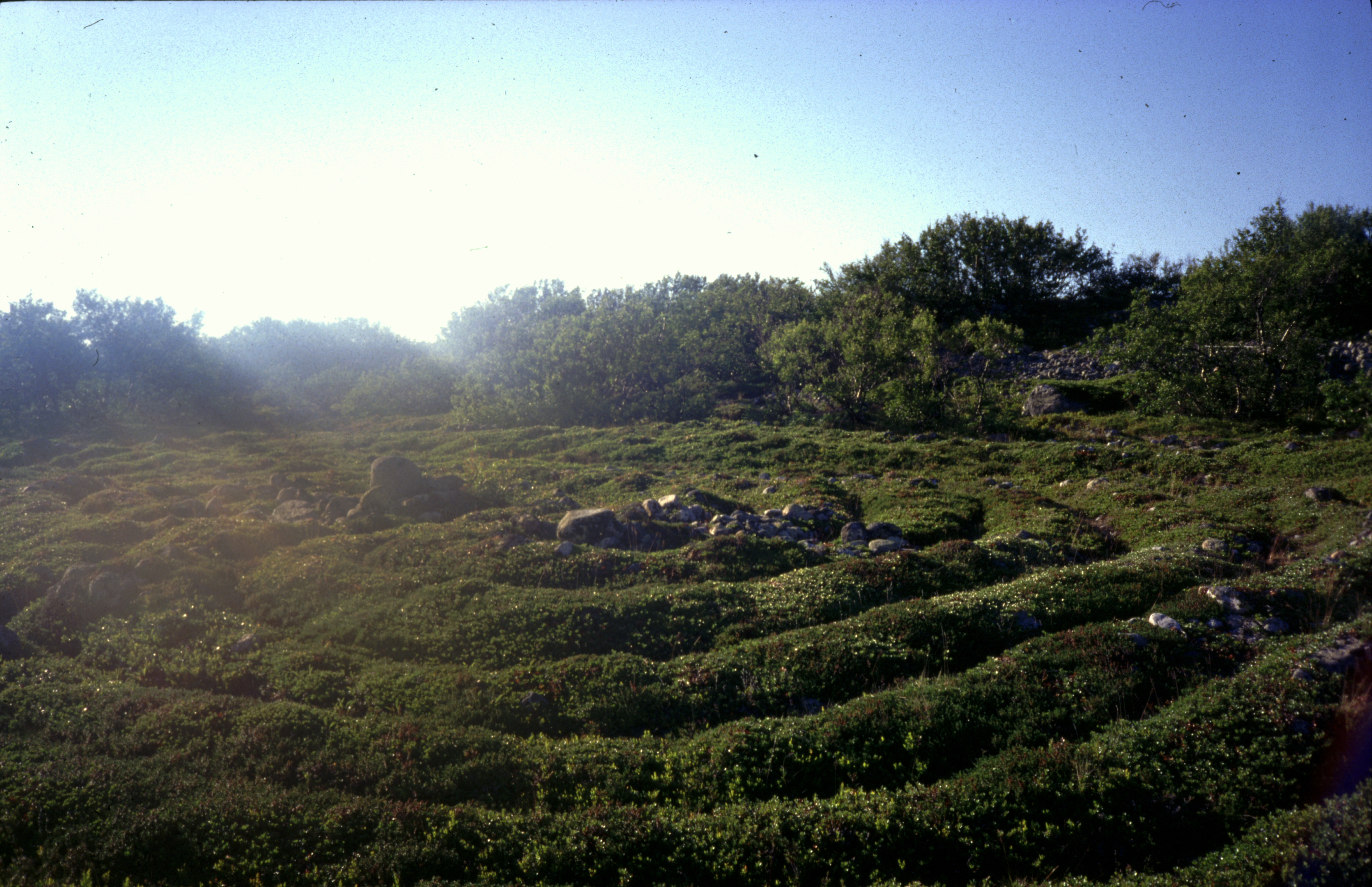
Trojaburchten op Zajatski eiland, Solovetski archipel, Rusland
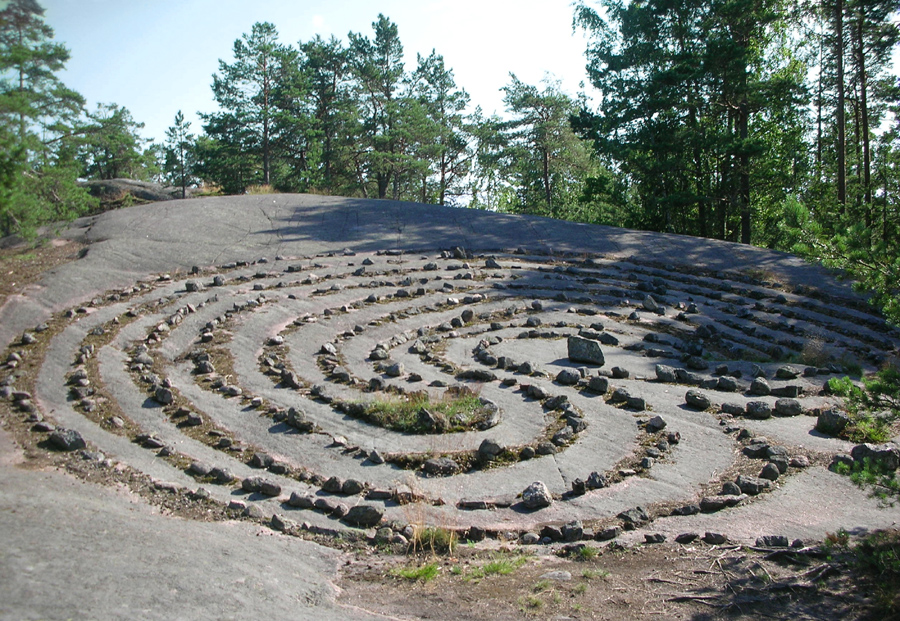
Jatulintarha in Finby, Finland
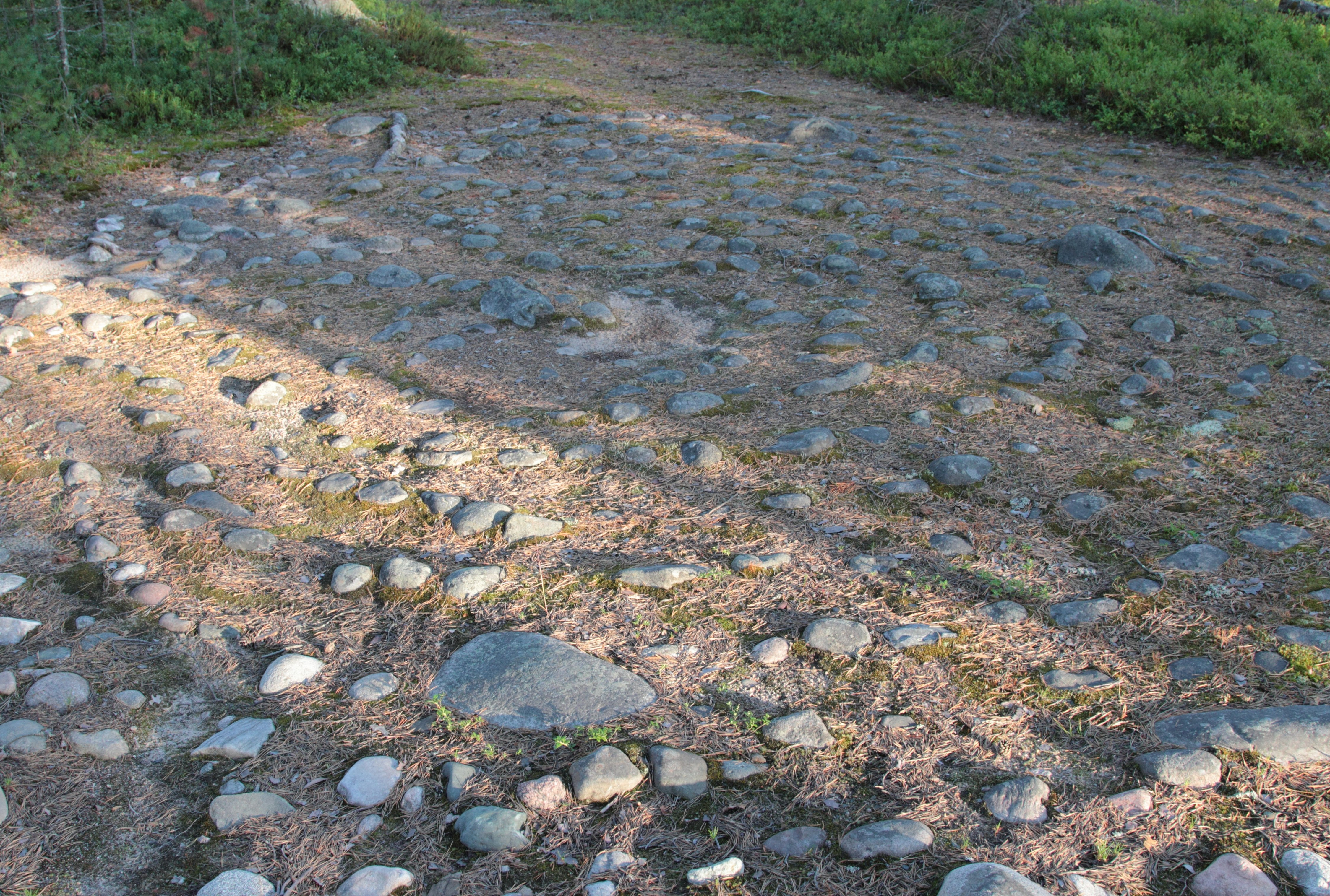
Jatulintarha in Oulu
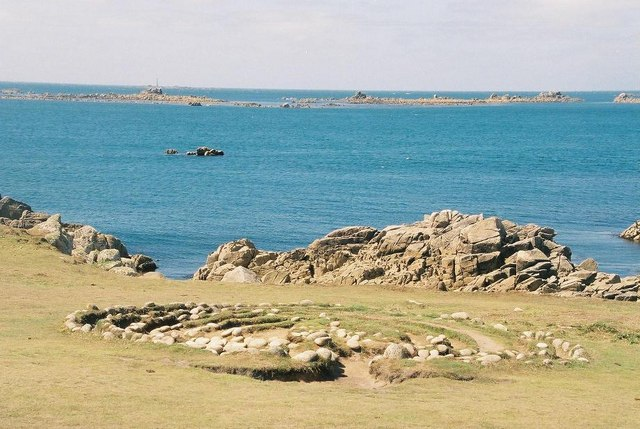
Troy Town St. Agnes

## Trivia

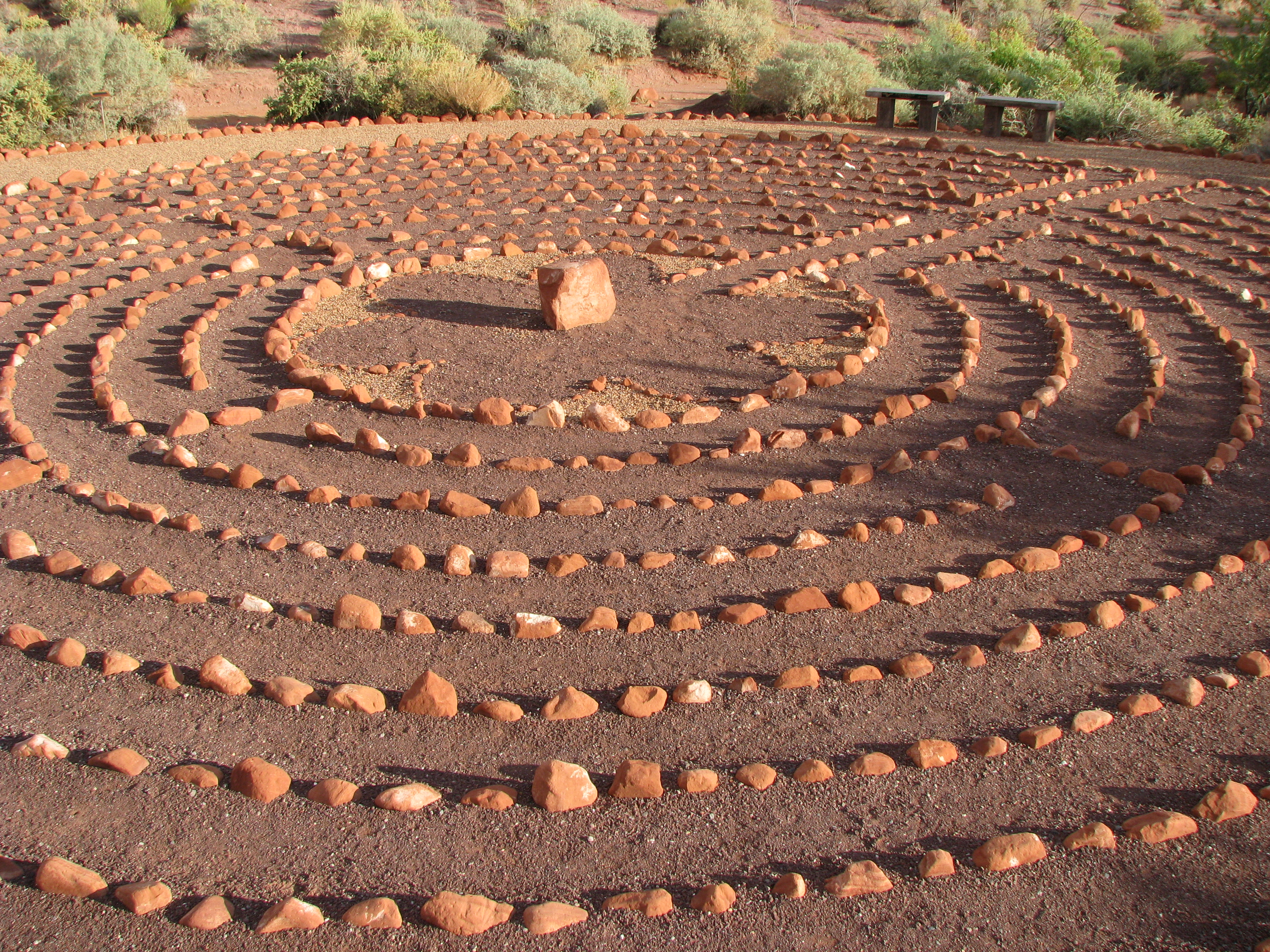
Desert rose in Utah

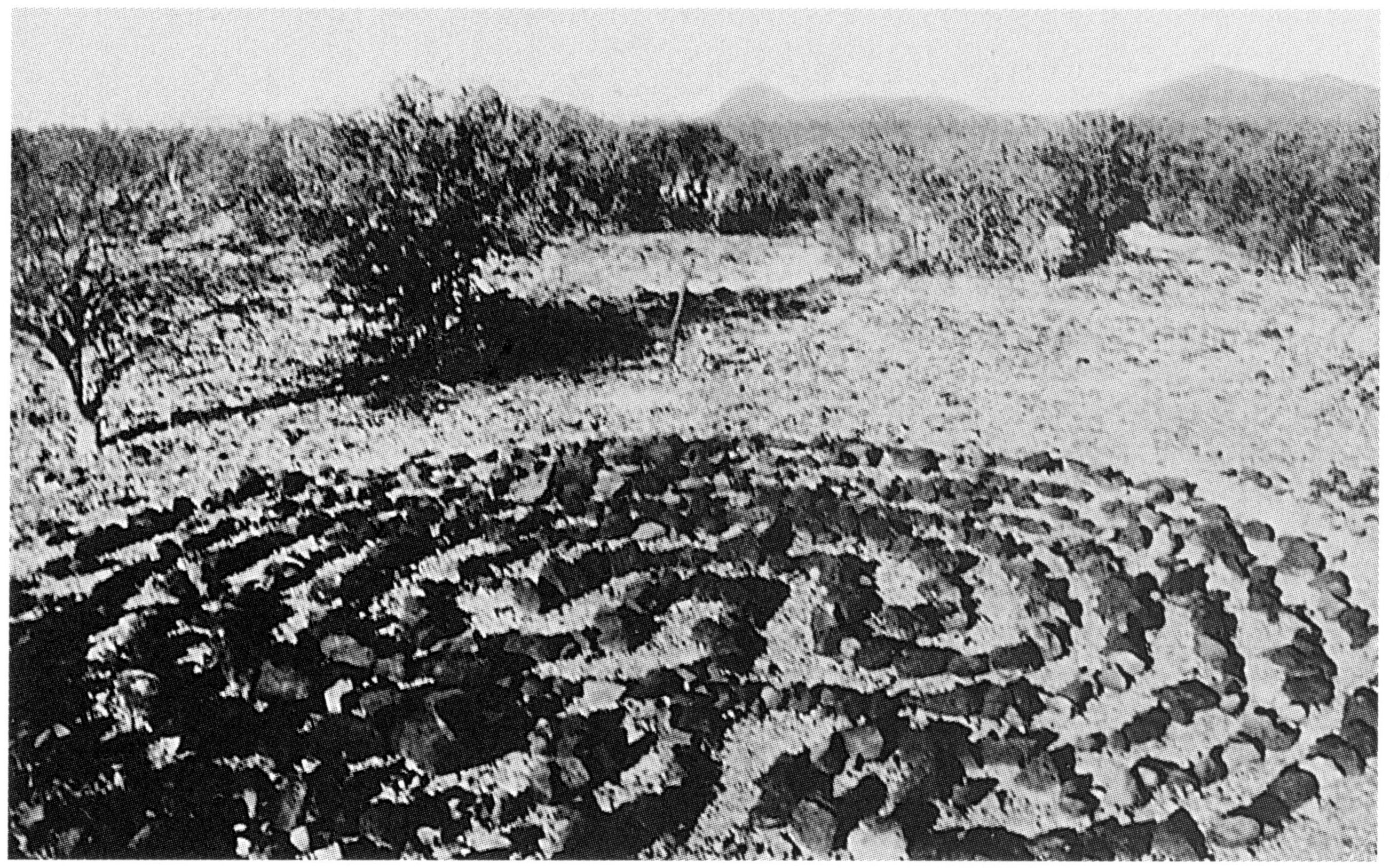
Labyrinth gemaakt door de Yaqui, Mexico, 1904

- Brutus van Troje, de achterkleinzoon van Aeneas, wordt gezien als de legendarische eerste koning van Brittannië, de naam Brittannië zou van Brutus afgeleid zijn. De Historia Britonum beschrijft Brutus als een Trojaan, en plaatst hem in de Trojaanse genealogie. Na een visioen vluchtte Brutus met Trojaanse slaven en stichtte Troia Nova (Nieuw Troje), dat verbasterd werd tot Trinovantumen nog later werd omgedoopt in Caer Ludein (het latere Londen).
Deze legende wordt overigens gezien als een middeleeuwse poging om een genealogie op te zetten van Britse koninklijke families.
- Chrétien de Troyes woonde in Troyes, hij schreef romans met het koning Arthur-thema. Ook Glastonbury Tor wordt met koning Arthur in verband gebracht.
- Het Paard van Troje werd gebruikt door de Grieken omdat ze de muren van de stad Troje op een andere manier niet konden nemen.
- Bij de Trojaburg Calbe werden de Wunderburg-Feesten verboden na de reformatie. De Trojaburg verdween, zoals vele andere, door het niet langer onderhouden van de paden of door landbouw (ploegen).
- In Nederland ligt bij Borssele de Berg van Troje, hier lag vroeger het Slot Troje.
- De grootste concentratie van stenen labyrinten in Rusland bevindt zich op de Solovetski-eilanden.